# 雪乃紗衣
雪乃紗衣（1982年1月26日—），日本輕小說作家，目前連載作品有《彩雲國物語》，由角川書店出版，曾榮獲第一屆角川Beans小說大賞獎勵賞及讀者賞。茨城縣出身。

## 獲獎
作品榮獲日本第一回BEANS小說賞獎勵賞．讀者賞。

## 作品
- 《彩雲國物語》小說（角川書店｢）

## 配音
- 動畫版《彩雲國物語》——雪玉